# Achyra
Achyra är ett släkte av fjärilar. Achyra ingår i familjen Crambidae.

## Bildgalleri

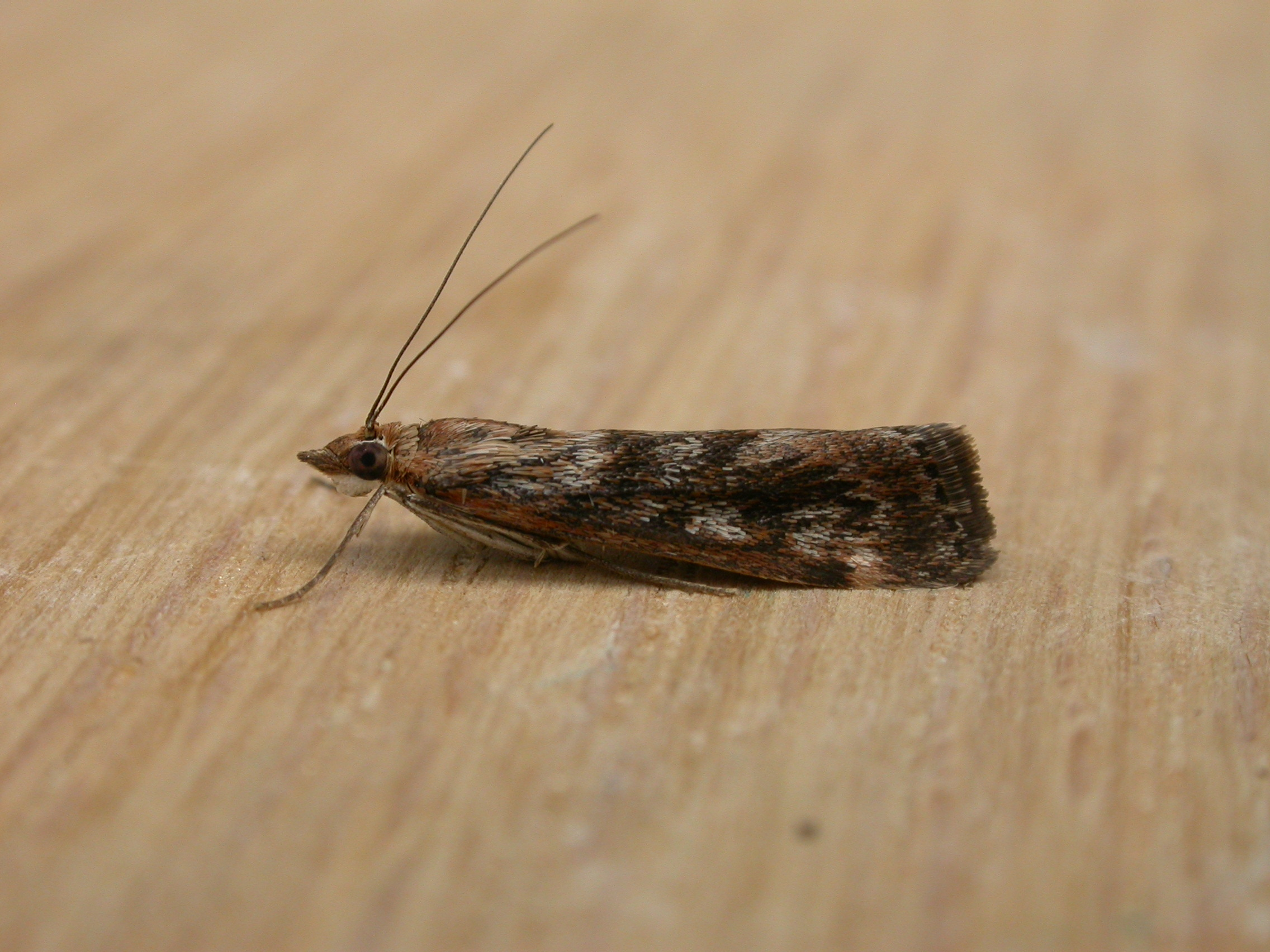
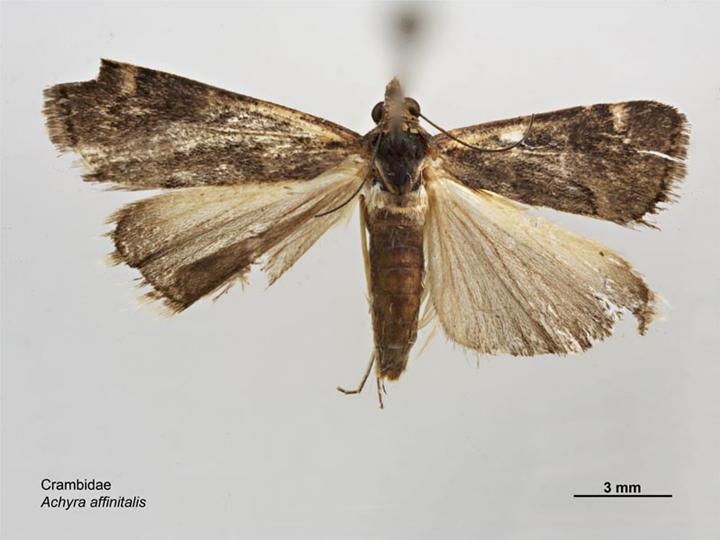
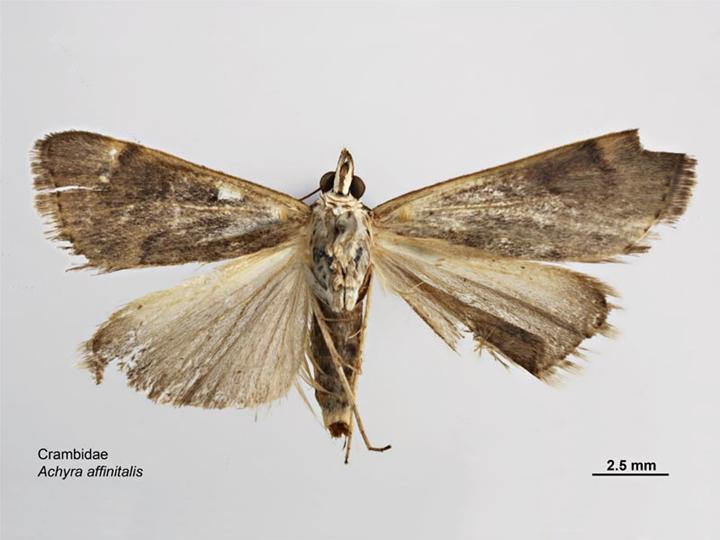
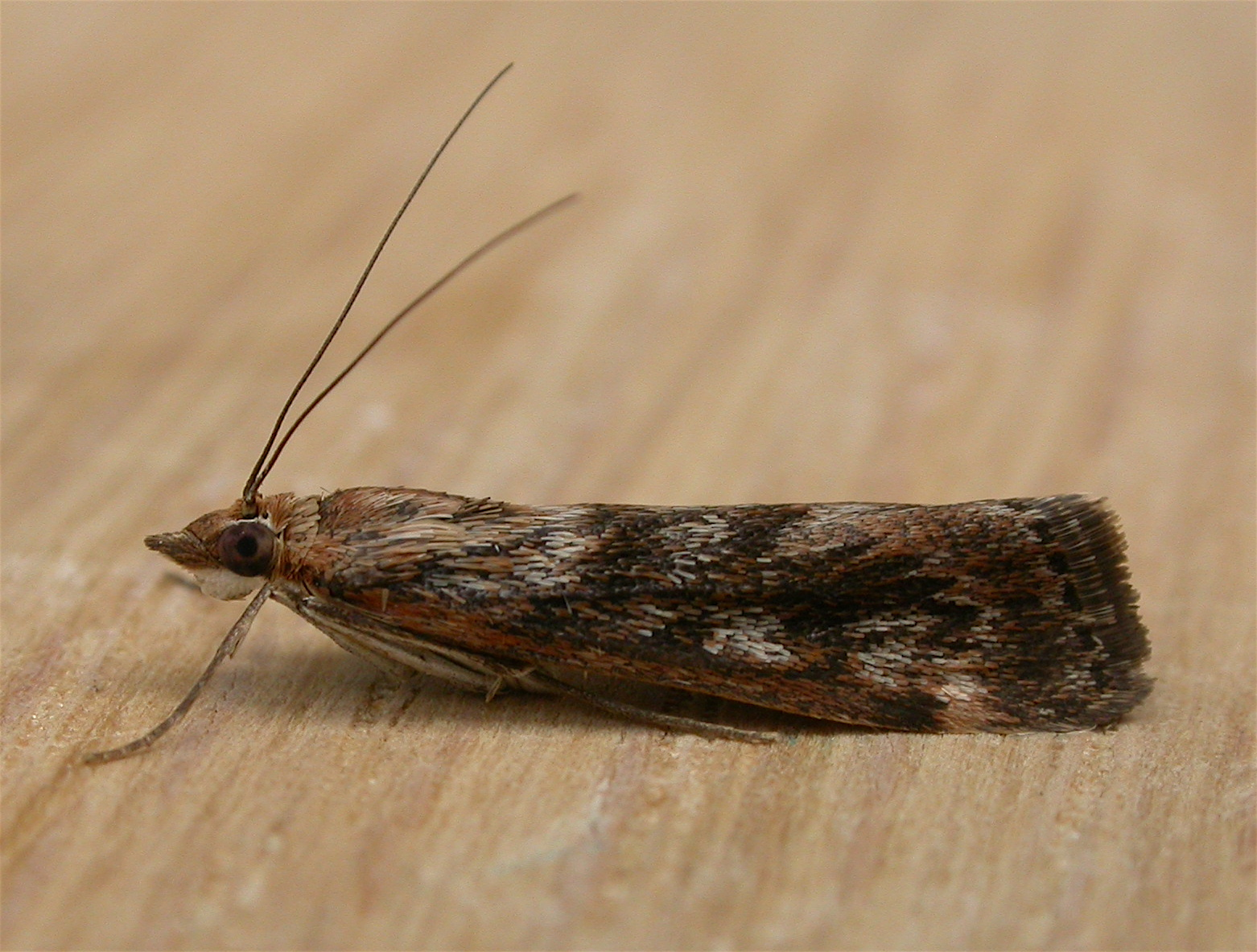
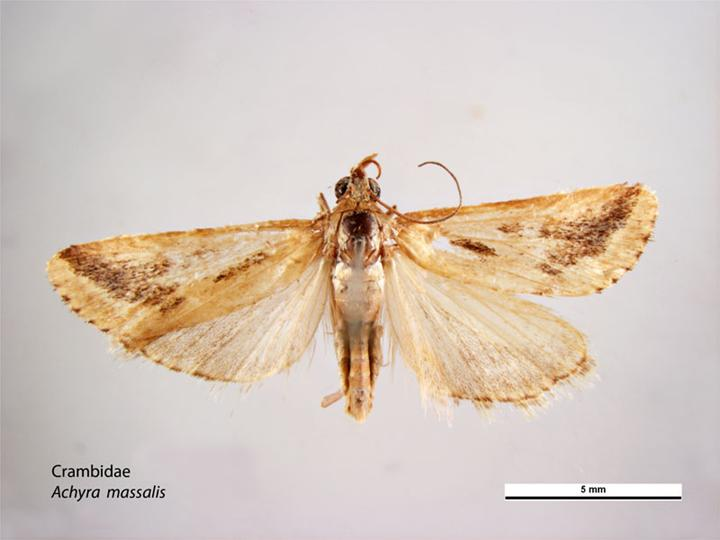
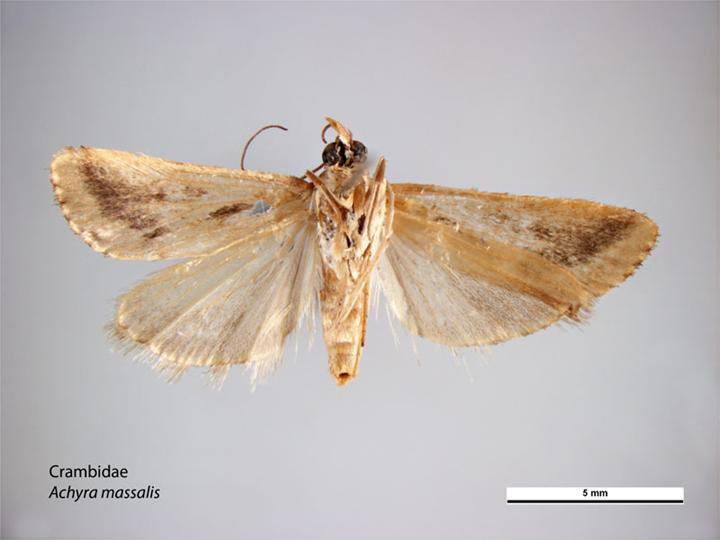

## Dottertaxa tillAchyra, i alfabetisk ordning[1]
- Achyra affinitalis
- Achyra aurantiaca
- Achyra bifidalis
- Achyra bipunctalis
- Achyra brasiliensis
- Achyra brunnealis
- Achyra caffreii
- Achyra centralis
- Achyra coelatalis
- Achyra collucidalis
- Achyra communis
- Achyra crinisalis
- Achyra crinitalis
- Achyra diotimealis
- Achyra eneanalis
- Achyra evanidalis
- Achyra ferruginea
- Achyra fredi
- Achyra garalis
- Achyra inornatalis
- Achyra interpunctalis
- Achyra intractella
- Achyra kronei
- Achyra licealis
- Achyra llaguenalis
- Achyra massalis
- Achyra murcialis
- Achyra nestusalis
- Achyra nudalis
- Achyra obsoletalis
- Achyra occidentalis
- Achyra ochromorpha
- Achyra pauciferalis
- Achyra piuralis
- Achyra posticata
- Achyra protealis
- Achyra rantalis
- Achyra sepialis
- Achyra serenalis
- Achyra similalis
- Achyra siriusalis
- Achyra sordida
- Achyra stolidalis
- Achyra subfulvalis
- Achyra takowensis
- Achyra thoonalis
- Achyra turbidalis
- Achyra unipunctalis
- Achyra ustalis